# Pod skleněnou kupolí
Pod skleněnou kupolí (ve švédském originále Glaskupan) je švédský kriminální dramatický televizní seriál, jehož premiéra se uskutečnila 15. dubna 2025 na streamovací platformě Netflix. Režie se ujali Lisa Farzaneh a Henrik Björn. Scénář seriálu napsali Amanda Högberg a Axel Stjärne. Koncept seriálu vytvořila Camilla Läckberg, která je zároveň vedoucí produkce.

## Synopse
Děj seriálu se odehrává v malé obci ve Švédsku, kam se vrací behaviorální vědkyně a kriminoložka Lejla. Místo v ní vyvolává smíšené pocity. Jako malá holčička zde byla držena v zajetí neznámým pachatelem. Je to také místo, kde našla domov u vysloužilého policejního šéfa Valtera.

## Obsazení (výběr)
| Léonie Vincent  | Lejla Ness  |
| Johan Hedenberg | Valter Ness |
| Johan Rheborg   | Tomas Ness  |
| Farzad Farzaneh | Said        |
| Ia Langhammer   | Jorun       |
| Cecilia Nilsson | Kristina    |
| Emil Almén      | Björn       |
| Emma Broomé     | Aino        |
| Oscar Töringe   | Martin      |
| Ville Virtanen  | Tage        |
| Jonny Karlsson  |             |
| Bianca Lynxén   |             |